# Al-Aziz Muhammad
Al-Malik al-Aziz Muhammad (arabisch الملك العزيز محمد, DMG al-Malik al-ʿAzīz Muḥammad; * 1213; † November 1236) war ein Emir von Aleppo aus der Dynastie der Ayyubiden. Er war ein Sohn des Emirs az-Zahir Ghazi und der Daifah Khatun. Väterlicherseits war er ein Enkel des berühmten an-Nasir Yusuf (Saladin) und mütterlicherseits von dessen Bruder al-Adil Abu Bakr I. (Saphadin).
Al-Aziz folgte seinem 1216 verstorbenen Vater als Dreijähriger in der Herrschaft über Aleppo nach. Die Regentschaft für ihn übernahm der Atabeg Shihab al-Din Toghril, der ein ehemaliger Sklave seines Vaters war. Im Alter von siebzehn Jahren übernahm al-Aziz persönlich die Regentschaft. Er mischte sich nicht in die politischen Verstrickungen zwischen den christlichen Baronen der Levante und seinen in Damaskus und Kairo herrschenden Vettern ein. Stattdessen betrieb er den Ausbau von Aleppo und dessen Zitadelle voran.
Militärisch sicherte sich al-Aziz mit der Bildung einer eigenen Garde aus Militärsklaven (Mameluken) ab, den sogenannten Aziziya-Mameluken.